# Cha-cha-cha

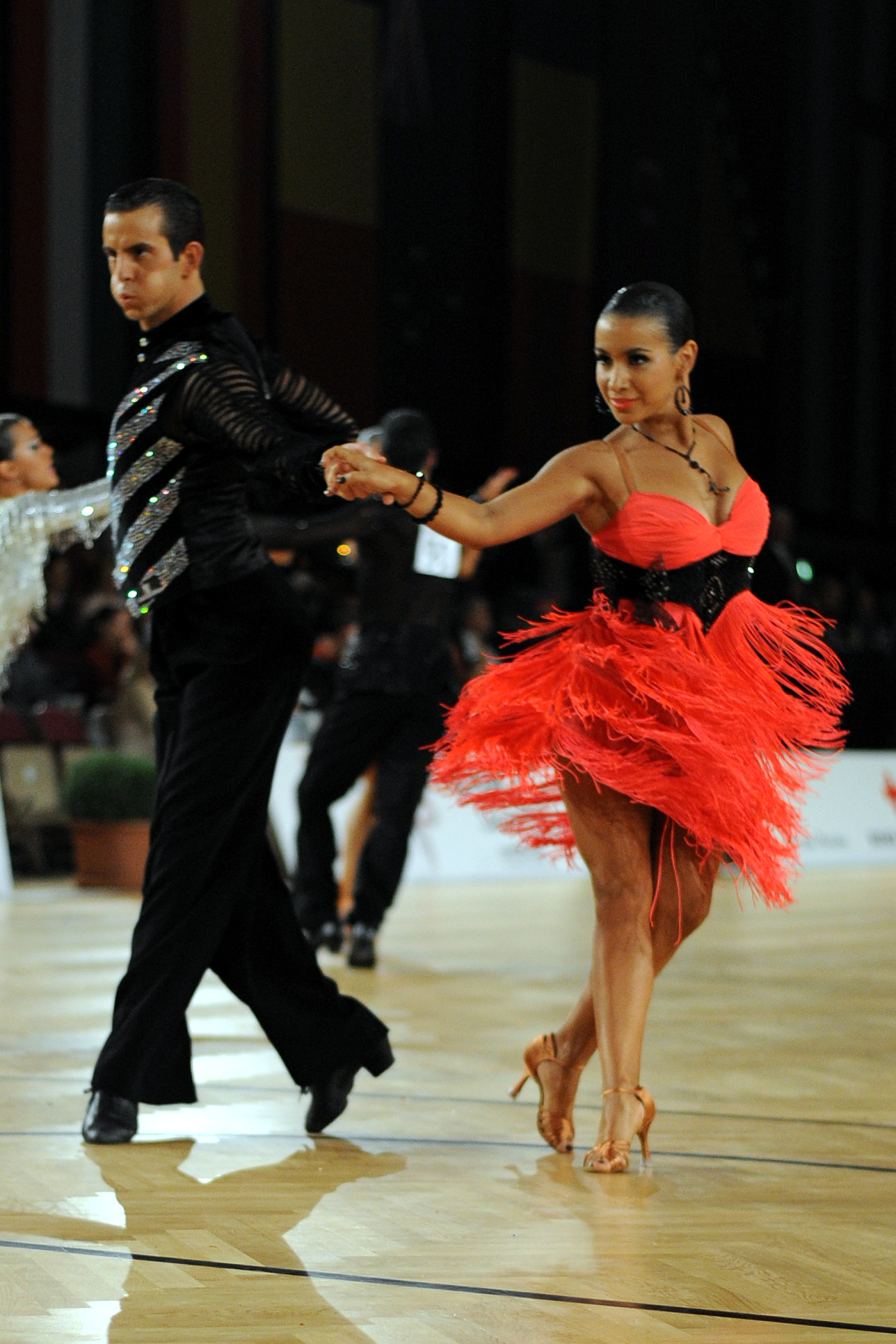
Dansatori de cha-cha-cha

Cha-cha-cha este un tip de dans și de muzică latino-americane ce își au originile în Cuba. Au fost inventate de compozitorul și violonistul cubanez Enrique Jorrín (1926 - 1987) în 1953. Au o răspândire largă în Caraibe, dar și în zonele din SUA unde predomină cei veniți din Caraibe. Stilurile de Cha-cha-cha pot fi diferite după mai multe criterii, în funcție de locul unde se dansează.
Este un dans foarte rapid, sacadat, în care musculatura abdomenului și cea a picioarelor (îndeosebi a coapselor) este utilizată intens, întrucât mișcarea predominantă în cha-cha este formată din chasse-uri executate stânga-dreapta (lateral, apropiat, lateral), sau față-spate. Abdomenul lucrează la capacitate maximă, întrucât mișcarea șoldurilor este de unduire, în forma cifrei opt, asemănătoare cu mișcarea din rumba, însă într-un ritm mult mai alert. Despărțirile și revenirile dese care fac parte din coregrafie solicită foarte mult întreg corpul și îmbunătățesc echilibrul fizic. Piruetele se execută rapid, cu spatele perfect drept, pentru a menține axul vertical în timpul rotației.
Efortul depus pentru practicarea cha-cha-ului ajută la obținerea unei musculaturi ferme, deoarece în timpul dansului, articulațiile sunt puternic solicitate, însă cu timpul, mobilitatea acestora crește, ele devin mai puternice și mai elastice.